# 아메리칸 아이돌
《아메리칸 아이돌》(영어: American Idol 혹은 American Idol: The Search for a Superstar)은 미국의 노래 경연 텔레비전 시리즈이다. 사이먼 풀러가 기획하였으며, 참가자들이 시청자와 심사위원단 앞에서 자신의 노래 실력을 뽐낸 뒤 순위를 가리는 형식이다. 오스트레일리아의 《오스트레일리안 아이돌》, 독일의 《독일은 슈퍼스타를 찾습니다》 등과 마찬가지로 영국의 음악 오디션 프로그램인 《팝 아이돌》에 기반한 〈아이돌〉(Idol) 프랜차이즈의 형식을 차용하였다.
폭스에서 2002년 6월 11일 시즌 1 첫 방송을 시작하였고, 라이언 시크레스트와 브라이언 덩클먼이 초대 공동 진행을 하는 한편 랜디 잭슨, 사이먼 카월, 폴라 압둘이 초대 심사위원으로 등장하였다. 2012년 시즌 11부터 시청률이 눈에 띄게 하락하기 시작하였고, 결국 폭스는 저조해진 시청률 등을 이유로 2016년 4월 7일 시즌 15를 마지막으로 시리즈를 종영하였다. 그러나 시리즈는 2018년 3월 11일 ABC에서 부활하였고, 현재까지 방영되고 있다.
2002년을 시작으로 2025년까지 켈리 클라크슨, 루빈 스터더드, 팬테이지아 버리노, 캐리 언더우드, 테일러 힉스, 조딘 스파크스, 데이비드 쿡, 크리스 앨런, 리 더와이즈, 스코티 매크리리, 필립 필립스, 캔디스 글러버, 케일럽 존슨, 닉 프라디아니, 트렌트 하먼, 매디 포피, 레인 하디, 저스트 샘, 체이스 베컴, 노아 톰프슨, 이암 통기, 애비 카터, 저말 로버츠 등 23명의 우승자가 탄생하였다. 이들은 빌보드 차트를 위시하여 각종 차트를 석권했으며, 미국 음반 시장의 막강한 지원 속에 전 세계로 음악 활동의 영역을 넓혔다.
빌보드는 이 시리즈가 방송 초반 10년 간 “시청률에서 강력한 힘을 발휘하는 가운데 345곡을 빌보드 차트 1위에 올렸으며 켈리 클라크슨, 캐리 언더우드, 크리스 도트리, 팬테이지아, 루빈 스터더드, 제니퍼 허드슨, 클레이 에이킨, 애덤 램버트, 조딘 스파크스 등 인기 가수 사단을 배출했다”고 언급했다.

## 심사위원과 사회자
시즌 1 제작진은 《팝 아이돌》처럼 심사위원을 네 명 섭외하려고 했으나 랜디 잭슨, 사이먼 카월, 폴라 압둘 셋밖에 구해지지 않자 그 상태로 제작을 진행했다.
이후 캐라 디오과디(시즌 8), 엘런 디제너러스(시즌 9), 머라이어 케리·니키 미나지·키스 어번(시즌 12) 등 몇 차례 새 심사위원(들)을 투입해 〈아이돌〉 프랜차이즈의 네 심사위원 형식을 준수해 보려는 시도가 있었으나 심사위원 세 명 형태가 거의 고정되었다.
폭스에서 2016년 시즌 15를 끝으로 시리즈를 취소할 당시 심사위원은 제니퍼 로페즈, 키스 어번, 해리 코닉 주니어이다. 2018년 ABC에서 시리즈가 부활해 시즌 16이 시작되면서 새 심사위원으로 케이티 페리, 루크 브라이언, 라이어널 리치가 발탁되었다. 페리가 2024년 시즌 22를 마지막으로 심사위원을 그만두면서 2005년 시즌 4의 우승자이기도 한 캐리 언더우드가 2025년 시즌 23부터 합류하는 새 심사위원으로 뽑혔다.
2002년 시즌 1에서는 사회자 둘이 공동 사회를 보는 《팝 아이돌》의 전통 형식을 따라 텔레비전 진행자 라이언 시크레스트와 희극인 브라이언 덩클먼 두 사회자를 두었다. 그러나 덩클먼은 시즌 1까지만 하고 그만두었고, 이후 2003년 시즌 2부터는 시크레스트가 단독 사회를 보고 있다. 후에 덩클먼은 이 시리즈가 폭스에서 마지막으로 방영된 2016년 시즌 15 최종화에 게스트로 출연하였다.
2019년 시즌 17 도중인 2019년 4월 8일자 방송에서 건강 문제로 사회를 볼 수 없던 시크레스트를 대신하여 컨트리 음악 라디오 프로그램 진행자인 보비 본스가 임시 사회자를 맡은 적이 있다.
역대 심사위원
| 심사위원         | 시즌 | 시즌 | 시즌 | 시즌 | 시즌 | 시즌 | 시즌 | 시즌 | 시즌 | 시즌 | 시즌 | 시즌 | 시즌 | 시즌 | 시즌 | 시즌 | 시즌 | 시즌 | 시즌 | 시즌 | 시즌 | 시즌 | 시즌 |
| 심사위원         | 1    | 2    | 3    | 4    | 5    | 6    | 7    | 8    | 9    | 10   | 11   | 12   | 13   | 14   | 15   | 16   | 17   | 18   | 19   | 20   | 21   | 22   | 23   |
| ---------------- | ---- | ---- | ---- | ---- | ---- | ---- | ---- | ---- | ---- | ---- | ---- | ---- | ---- | ---- | ---- | ---- | ---- | ---- | ---- | ---- | ---- | ---- | ---- |
| 폴라 압둘        |      |      |      |      |      |      |      |      |      |      |      |      |      |      |      |      |      |      |      |      |      |      |      |
| 사이먼 카월      |      |      |      |      |      |      |      |      |      |      |      |      |      |      |      |      |      |      |      |      |      |      |      |
| 랜디 잭슨        |      |      |      |      |      |      |      |      |      |      |      |      |      |      |      |      |      |      |      |      |      |      |      |
| 캐라 디오과디    |      |      |      |      |      |      |      |      |      |      |      |      |      |      |      |      |      |      |      |      |      |      |      |
| 엘런 디제너러스  |      |      |      |      |      |      |      |      |      |      |      |      |      |      |      |      |      |      |      |      |      |      |      |
| 제니퍼 로페즈    |      |      |      |      |      |      |      |      |      |      |      |      |      |      |      |      |      |      |      |      |      |      |      |
| 스티븐 타일러    |      |      |      |      |      |      |      |      |      |      |      |      |      |      |      |      |      |      |      |      |      |      |      |
| 머라이어 케리    |      |      |      |      |      |      |      |      |      |      |      |      |      |      |      |      |      |      |      |      |      |      |      |
| 니키 미나지      |      |      |      |      |      |      |      |      |      |      |      |      |      |      |      |      |      |      |      |      |      |      |      |
| 키스 어번        |      |      |      |      |      |      |      |      |      |      |      |      |      |      |      |      |      |      |      |      |      |      |      |
| 해리 코닉 주니어 |      |      |      |      |      |      |      |      |      |      |      |      |      |      |      |      |      |      |      |      |      |      |      |
| 루크 브라이언    |      |      |      |      |      |      |      |      |      |      |      |      |      |      |      |      |      |      |      |      |      |      |      |
| 케이티 페리      |      |      |      |      |      |      |      |      |      |      |      |      |      |      |      |      |      |      |      |      |      |      |      |
| 라이어널 리치    |      |      |      |      |      |      |      |      |      |      |      |      |      |      |      |      |      |      |      |      |      |      |      |
| 캐리 언더우드    |      |      |      |      |      |      |      |      |      |      |      |      |      |      |      |      |      |      |      |      |      |      |      |

## 우승자
역대 우승자
| 시즌 | 방송년도 | 우승자            | 비고                                                                                   |
| ---- | -------- | ----------------- | -------------------------------------------------------------------------------------- |
| 1    | 2002     | 켈리 클라크슨     | 2위 저스틴 과리니                                                                      |
| 2    | 2003     | 루빈 스터더드     | 2위 클레이 에이킨 3위 킴벌리 로크 4위 조시 그레이신                                    |
| 3    | 2004     | 팬테이지아 버리노 | 2위 다이애나 더가모 7위 제니퍼 허드슨                                                  |
| 4    | 2005     | 캐리 언더우드     | 2위 보 바이스 20위권 러키 데이                                                         |
| 5    | 2006     | 테일러 힉스       | 2위 캐서린 맥피 3위 엘리엇 야민 4위 크리스 도트리 6위 켈리 피클러 9위 맨디사           |
| 6    | 2007     | 조딘 스파크스     | 2위 블레이크 루이스                                                                    |
| 7    | 2008     | 데이비드 쿡       | 2위 데이비드 아출레타                                                                  |
| 8    | 2009     | 크리스 앨런       | 2위 애덤 램버트 3위 대니 고키                                                          |
| 9    | 2010     | 리 더와이즈       | 2위 크리스털 바워속스 8위 케이티 스티븐스 24위권 존 박 참가 토리 켈리 참가 로런 데이글 |
| 10   | 2011     | 스코티 매크리리   | 2위 로런 얼레이나 3위 헤일리 라인하트                                                  |
| 11   | 2012     | 필립 필립스       | 2위 제시카 샌체즈 9위 한희준                                                           |
| 12   | 2013     | 캔디스 글러버     | 2위 크리 해리슨 3위 앤지 밀러                                                          |
| 13   | 2014     | 케일럽 존슨       |                                                                                        |
| 14   | 2015     | 닉 프라디아니     |                                                                                        |
| 15   | 2016     | 트렌트 하먼       |                                                                                        |
| 16   | 2018     | 매디 포피         | 3위 개비 배럿                                                                          |
| 17   | 2019     | 레인 하디         |                                                                                        |
| 18   | 2020     | 저스트 샘         | 20위권 로런 스펜서스미스                                                               |
| 19   | 2021     | 체이스 베컴       | 2위 윌리 스펜스 참가 벤슨 분                                                           |
| 20   | 2022     | 노아 톰프슨       |                                                                                        |
| 21   | 2023     | 이암 통기         |                                                                                        |
| 22   | 2024     | 애비 카터         |                                                                                        |
| 23   | 2025     | 저말 로버츠       |                                                                                        |

## 같이 보기
- 더 보이스
- 브리튼스 갓 탤런트
- 슈퍼탤런트 오브 더 월드
- 슈퍼스타K
- 스타 오디션 위대한 탄생
- K팝 스타